# Busby (Alberta)
Pour les articles homonymes, voir Busby.
Busby est un hameau (hamlet) du Comté de Westlock, situé dans la province canadienne d'Alberta.

## Démographie
En tant que localité désignée dans le recensement de 2011, Busby a une population de 98 habitants dans 48 de ses 56 logements, soit une variation de 8.9% avec la population de 2006. Avec une superficie de 0,717 1 km2, le hameau possède une densité de population de 136,661 6 hab/km2 en 2011.
Concernant le recensement de 2006, Busby abritait 90 habitants dans 41 de ses 45 logements. Avec une superficie de 0,717 1 km2, le hameau possédait une densité de population de 125,5 hab/km2 en 2006.